# Jinnon
Jinnon (hebr. ינון) – moszaw położony w samorządzie regionu Be’er Towijja, w Dystrykcie Południowym, w Izraelu.
Leży w południowej części Szefeli, w odległości 2 km na zachód od miasta Kirjat Malachi, w otoczeniu moszawów Kefar ha-Rif, Arugot i Talme Jechi’el, oraz wiosek Al-Azi i Achawa.

## Historia
Moszaw został założony w 1952 przez żydowskich imigrantów z Jemenu.

## Gospodarka
Gospodarka moszawu opiera się na intensywnym rolnictwie, uprawach warzyw w szklarniach i sadownictwie.
Przez moszaw przechodzi lokalna droga, którą jadąc w kierunku północno-zachodnim dojeżdża się do wioski Achawa i położonego przy niej skrzyżowania z drogami ekspresowymi nr 3  (Aszkelon–Modi’in-Makkabbim-Re’ut) i nr 40  (Kefar Sawa–Ketura). Natomiast jadąc lokalną drogą w kierunku południowo-wschodnim dojeżdża się do wioski Al-Azi.
Przez moszaw przechodzi lokalna droga, którą jadąc w kierunku północno-zachodnim dojeżdża się do wsi Achawa i położonego przy niej skrzyżowania z drogami ekspresowymi nr 3  (Aszkelon–Modi’in-Makkabbim-Re’ut) i nr 40  (Kefar Sawa–Ketura). Natomiast jadąc lokalną drogą w kierunku południowo-wschodnim dojeżdża się do wsi Al-Azi.